# Euphorbia geyeri
Euphorbia geyeri es una especie fanerógama perteneciente a la familia Euphorbiaceae. Es originaria de Norteamérica desde Canadá hasta México (Chihuahua).

## Taxonomía
Euphorbia geyeri fue descrita por Engelm. & A.Gray y publicado en Boston Journal of Natural History 5(2): 260. 1845.
Etimología
Euphorbia: nombre genérico que deriva del médico griego del rey Juba II de Mauritania (52 a 50 a. C. - 23), Euphorbus, en su honor – o en alusión a su gran vientre –  ya que usaba médicamente Euphorbia resinifera. En 1753 Carlos Linneo asignó el nombre a todo el género.
geyeri: epíteto otorgado en honor del botánico y explorador alemán; Carl Andreas Geyer (1809 - 1853) quien recolectó plantas en Estados Unidos para George Engelmann y al que le dedica la especie.
Sinonimia
- Anisophyllum geyeri (Engelm. & A.Gray) Klotzsch & Garcke
- Chamaesyce geyeri (Engelm. & A.Gray) Small
- Chamaesyce geyeri var. wheeleriana (Warnock & M.C.Johnst.) Mayfield
- Chamaesyce polyclada (Boiss.) Small
- Euphorbia polyclada Boiss.[4][5]